# 墨西哥滙豐銀行
滙豐銀行（墨西哥）（西班牙語：HSBC México）是滙豐控股有限公司在墨西哥的全資附屬銀行。該行是墨西哥第七大銀行，總部位於墨西哥城，是滙豐在拉丁美洲最重要的市場之一。

## 歷史
滙豐於2002年收購當時陷入財務困境的Banco Bital，並於次年完成品牌整合，全面更名為HSBC México。滙豐銀行在墨西哥的業務涵蓋零售銀行、企業貸款、財富管理、信用卡與國際匯款等。
滙豐墨西哥總部設於墨西哥城改革大道的「滙豐大樓」（Torre HSBC），為當地著名地標之一，象徵其在墨西哥市場的戰略地位。

## 營運據點
截至2023年，滙豐墨西哥在全國擁有約800間分行與超過5,500台自動櫃員機，覆蓋尤卡坦半島、哈利斯科州、墨西哥州與新萊昂州等主要地區。
- 在梅里達（尤卡坦州）的滙豐分行

## 事件與爭議

### 2012年洗錢醜聞
2012年，美國參議院的一份報告指出，滙豐墨西哥涉嫌協助販毒集團洗錢數十億美元。報告指出，滙豐未能有效實施反洗錢措施，並允許大量現金透過墨西哥業務進入美國金融體系。最終，滙豐支付了總額達19億美元的罰款，是當時美國史上金額最大的銀行罰款之一。

### 2023年業務重整與裁員
2023年，滙豐墨西哥宣布進行組織重整，針對數位銀行業務投入更多資源。根據《El Economista》報導，該行關閉了約90間營運效能較低的分行，並將部分營業網絡數位化。

## 官網
HSBC 墨西哥官方網站